# Cultura da Polónia
A cultura da Polônia, cuja origem remonta aos primeiros eslavos, foi profundamente influenciada pelos seus laços com os "mundos" germânicos, latino e bizantino; fora o diálogo contínuo com os demais grupos étnicos e minorias que vivem na Polônia.
O povo polaco é tradicionalmente visto pelos artistas mundiais como hospitaleiro e ansioso para acompanhar as tendências culturais e artísticas populares em outros países.

## Música
A Polônia tem uma cena musical viva e diversificada e até mesmo os seus próprios gêneros, como a poesia cantada e o disco polo. Inclui desde compositores famosos como Chopin ou Penderecki, até música folclórica tradicional ou regionalizada. Hoje, a Polônia é um dos muito poucos países europeus onde o rock e o hip hop predominam sobre o pop, enquanto que todos os géneros de música alternativa encorajam desenvolvimentos futuros da música polaca.

## Feriados
| Data                           | Nome em português                                  | Nome local                                                      | Observações                                                                          |
| ------------------------------ | -------------------------------------------------- | --------------------------------------------------------------- | ------------------------------------------------------------------------------------ |
| 1 de janeiro                   | Ano Novo                                           | Nowy Rok                                                        |                                                                                      |
| Páscoa                         |                                                    | Święta Wielkanocne                                              | Domingo e Segunda de Páscoa                                                          |
| 1 de maio                      | Dia do Trabalhador                                 | Święto Pracy                                                    |                                                                                      |
| 3 de maio                      | Dia da constituição                                | Święto Konstytucji 3 Maja                                       | Comemoração da Constituição de 3 de maio de 1791                                     |
| Corpus Christi (Corpo de Deus) |                                                    | Boże Ciało                                                      |                                                                                      |
| 15 de agosto                   | Assunção de Nossa Senhora e Dia das Forças Armadas | Wniebowzięcie Najświętszej Marii Panny, Święto Wojska Polskiego | O Dia das Forças Armadas serve como recordação da guerra com os bolcheviques em 1920 |
| 1 de novembro                  | Dia de Todos os Santos                             | Dzień Wszystkich Świętych                                       |                                                                                      |
| 11 de novembro                 | Dia da Independência                               | Dzień Niepodległości                                            | Em 1918, após 123 anos de inexistência                                               |
| 25 e 26 de dezembro            | Natal                                              | Boże Narodzenie                                                 |                                                                                      |

## Poloneses ilustres
- Chopin
- Nicolau Copérnico
- Marie Curie
- Riza Vitória
- Papa João Paulo II
- Hugo Kołłątaj
- Robert Kubica
- Donald Tusk
- Cristina Bom
- Lech Wałęsa
- Pafuncio De ckinscky

## Compositores
Século XIX

Frederic Chopin, (1810-1849)

Stanislaw Moniuszko

Século XX

Mieczysław Karłowicz

Karol Szymanowski, (1882-1937)

Grażyna Bacewicz

Krzysztof Komeda

Witold Lutosławski

Andrzej Panufnik

Kystyna Moszumańska-Nazar

Krzysztof Penderecki, (nascido em 1933)

Henryk Mikołaj Górecki

Zygmunt Konieczny

Wojciech Kilar

Andrzej Koszewski

Zbigniew Bujarski

Marek Stachowski

Krzysztof Meyer

Marta Ptaszyńska

Zbigniew Preisner

Jan A.P. Kaczmarek

## Poetas
Juliusz Słowacki
Poeci Juliusz Słowacki
Adam Mickiewicz

## Religião
- Catolicismo

Igreja Católica Apostólica Romana - Rito Latino

Igreja Católica Apostólica Romana - Rito Bizantino-Eslavônico

Igreja Católica Apostólica Romana - Rito Bizantino-Ucraniano

Igreja Católica Nacional Polonesa

Igreja Católica Mariavita

Igreja Vétero-Católica Mariavita
- Ortodoxos

Igreja Ortodoxa Autocéfala Polonesa

Protestantismo

Igreja Evangélica Reformada na Polônia - igreja calvinista

Igreja Evangélica de Augusburgo na Polônia - Igreja Luterana, composta principalmente por alemães
União Cristã-Evangélica Batista da Polônia

União Cristã-Evangélica de Fé Pentecostal da Polônia
- Judaísmo

União Confessional Judaica da Polônia

União do Caraísmo da Polônia

## Cinema
No cinema destaca-se filmes como Amator, de Krzysztof Kieślowskiⓘ, e filmes como Katyn (2007), sobre o sofrimento do povo polonês e sua história.

## Literatura

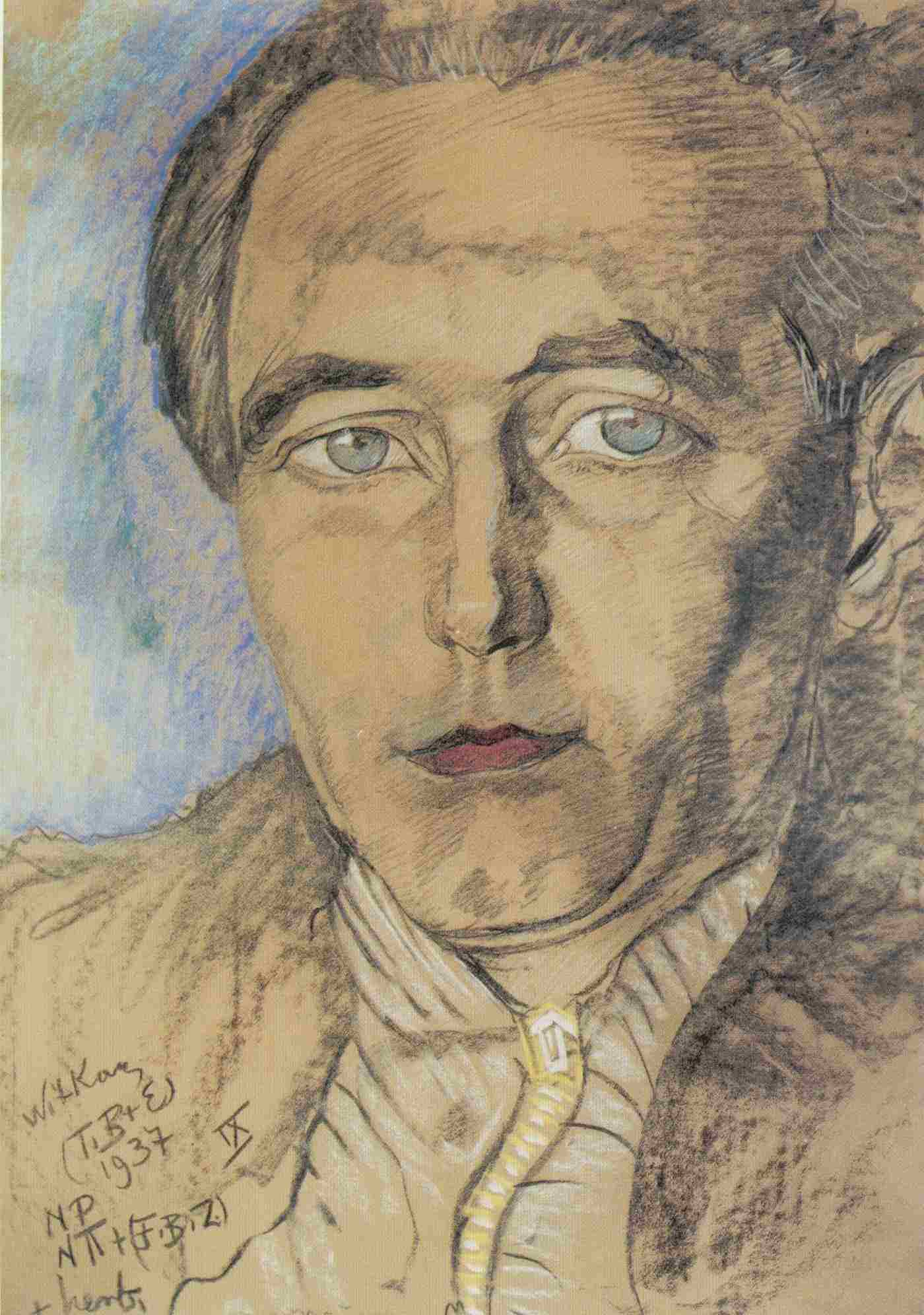
Roman Ingarden, retrato pintado por Stanisław Ignacy Witkiewicz

Há grandes nomes na literatura polonesa, tanto no roteiro quanto na escrita e dramaturgia, e há grandes críticos literários também neste país, desde os mais antigos até os da Polônia Jovem.
Se destacam:
- A

Jerzy Andrzejewski

Sholem Asch
- B

Krystian Bala

Marek Baraniecki
- C

Adam Jerzy Czartoryski

Adam Kazimierz Czartoryski
- E

Leszek Engelking
- G

Witold Gombrowicz

Stefan Grabiński
- H

Roman Hurkowski
- K

Ryszard Kapuściński

Jan Kochanowski

Janusz Korczak

Jerzy Kosiński

Ignacy Krasicki
- L

Gabriel Laub

Stanisław Lem

Arno Lustiger
- M

Adam Mickiewicz

Grazyna Miller

Czesław Miłosz

Andrzej Frycz Modrzewski

- N

Julian Ursyn Niemcewicz
- O

Uri Orlev
- P

Jan Chryzostom Pasek

Ingrid Pitt

Jan Potocki

Wacław Potocki
- R

Władysław Reymont

Emanuel Ringelblum
- S

Mouni Sadhu

Bruno Schulz

Henryk Sienkiewicz

Isaac Bashevis Singer

Piotr Skarga

Stanisław Staszic

Stanislaw Szmajner

Juliusz Słowacki
Andrzej Spakowski

- W

Adam Wiśniewski-Snerg
- Y

Yehiel De-Nur
- Z

Stefan Żeromski

## Movimentos de Arte
Polônia Jovem (em polonês: Młoda Polska) foi um período modernista da arte, da literatura e da música polonesa que cobriu cerca dos anos desde 1890 até 1918. Ele foi um dos efeitos da forte oposição às ideias do positivismo e promoveu os caráteres da decadência, do neo-romantismo, do simbolismo, do impressionismo e do Art Nouveau.
O termo foi conhecido após um dos manifestos de Artur Górski. O manifesto foi publicado no diário Życie ("A Vida"), com sede em Cracóvia, no ano 1898 e foi imediatamente aceite em todas as partes da Polônia dividida, como analogia a outros termos parecidos: Alemanha Jovem, Bélgica Jovem, Escandinavia Jovem, e assim sucessivamente.
A literatura polonesa do período foi baseada sobre duas concepções principais:
A primeira concepção foi a típica desilusão modernista verso a burguesia, seu modo de viver e sua cultura. Os artistas que seguiram esta concepção acreditaram também na decadência, no fim de toda a cultura, no conflito entre os homens e sua civilização, e na concepção da arte como valor supremo (em latino: ars gratia artis). Entre outros autores destacam-se Kazimierz Przerwa Tetmajer, Stanisław Przybyszewski, Wacław Rolicz-Lieder e Jan Kasprowicz.
A segunda concepção foi a continuação do romantismo, e daí advém a designação neo-romantismo. O grupo de escritores que perseguiu esta ideia foi menos organizado; esses mesmos escritores cobriram uma vasta gama de temas nas suas escrituras: desde o sentido da missão do polonês na prosa de Stefan Żeromski até desigualdade social descrita por Władysław Reymont e Gabriela Zapolska, passando pela crítica da sociedade polonesa e também pela história da Polônia de Stanisław Wyspiański.
Outros importantes escritores do período foram:
Wacław Berent
Jan Kasprowicz
Jan Augustyn Kisielewski
Antoni Lange
Jan Lemański
Bolesław Leśmian
Tadeusz Miciński
Andrzej Niemojewski
Franciszek Nowicki
Władysław Orkan
Artur Oppman
Włodzimierz Perzyński
Tadeusz Rittner
Wacław Sieroszewski
Leopold Staff
Kazimierz Przerwa-Tetmajer
Maryla Wolska
Tadeusz Boy-Żeleński
Na música, o termo Polônia Jovem é aplicado a um grupo informal de compositores que inclui Karol Szymanowski, Grzegorz Fitelberg, Ludomir Różycki e provavelmente também Mieczysław Karłowicz. Este grupo actuou sob a forte influência do neo-romantismo da música, e particularmente de compositores estrangeiros como Richard Strauss e Richard Wagner. Os compositores teriam também fortes enlaces com o Grupo dos Cinco, um grupo de compositores russos que incluiu Modest Musorgski, Alexander Borodin e Nikolai Rimsky-Korsakov.
No período da Polônia Jovem não há grandes correntes artísticas na arte polonesa. Os pintores e os escultores quiseram continuar na tradição romântica, introduzindo novos modos de expressão já populares no estrangeiro. A corrente mais influente foi a Arte Nova, inclusive os artistas poloneses começaram a ir também em busca de novas formas de estilo nacional. Quer a escultura quer a pintura do período, foram ambas gravemente influídas por todas as formas do simbolismo.

## Esporte
O desporto mais popular na Polónia é o futebol, cujas equipas mais populares são Lech Poznán, o Wisła Kraków e o Legia Warsaw, também conhecido por Légia de Varsóvia. A Polónia foi sede do Euro 2012 juntamente com a Ucrânia. Foi o primeiro grande evento de futebol a ter lugar no país. Os outros desportos populares são o voleibol, handebol, speedway, rally e rugby.